# Michelle Giannella
 (février 2024).
Si vous disposez d'ouvrages ou d'articles de référence ou si vous connaissez des sites web de qualité traitant du thème abordé ici, merci de compléter l'article en donnant les références utiles à sa vérifiabilité et en les liant à la section « Notes et références ».
 (février 2024).
Michelle Filomena Giannella, mieux connue comme Michelle Giannella, née le 21 juin 1979 à São Paulo, est une journaliste, avocate et présentatrice de télévision brésilienne.
Elle a également travaillé comme mannequin et est diplômée en droit.
Elle est employée par TV Gazeta, où elle présente le programme Gazeta Esportiva et est assistante d'Osmar Garraffa à Mesa Redonda, et remet le Trophée Mesa Redonda.

## Biographie

### Carrière
En 1999, il revient à TV Gazeta et rejoint l'équipe des programmes Mulheres et Giro do Guerreiro. Michelle a commencé à faire des reportages externes pour Mulheres, couvrant divers événements.
En décembre 2000, Michelle a commencé à présenter Gazeta Esportiva. En 2003, il a commencé à participer au programme Mesa Redonda.
Sur Internet, elle a été rédactrice du site Virgulando, sur le portail Virgula, où elle a coordonné le domaine de la culture et du divertissement. Elle a également été rédactrice en chef du site Estrelando, hébergé sur le portail R7.
En août 2015, il prend la direction de la rédaction du site Gazeta Esportiva.net.
En 2020, avec la pandémie de COVID-19 et l'arrêt des événements sportifs, elle a présenté le programme Plantão da Saúde, de mars à juillet.
En 2021, il fait partie du corps enseignant du cours de troisième cycle en journalisme sportif, à la Faculdade Cásper Líbero.

### Vie privée
Elle est mariée à l'ingénieur Bruno Vasconcellos depuis 2011. Bruno, son premier enfant, est né de cette relation le 24 juin 2013. En 2015, nouvelle grossesse, désormais avec les jumeaux Laura et Leonardo.